# Edward Atterton
Edward Atterton (ur. 24 stycznia 1962 w Birmingham) – brytyjski aktor filmowy i telewizyjny.

## Życiorys
Urodził się w Birmingham. Uczęszczał do Rugby School w Rugby, a następnie uczył się w Eton College. Był chórzystą w Trinity College w Cambridge. Uzyskał dyplom z antropologii społecznej na University of Cambridge. W latach 1986–1988 był członkiem chóru na Opera Festival w Martina Franca.
Opanował język japoński i francuski, zdobył czarny pas w karate i certyfikat walki scenicznej. Po dwóch latach pobytu w Japonii wrócił do Wielkiej Brytanii i studiował aktorstwo w Central School of Speech and Drama.
Pierwszą telewizyjną rolę zagrał w 1993 roku w odcinku serialu kryminalnego ITV Poirot. W tym samym roku został obsadzony w roli doktora Alexa Taylora w serialu ITV Medics. Pod koniec lat dziewięćdziesiątych rozpoczął pracę w USA. Jego ostatni telewizyjny występ miał miejsce w 2005 roku w odcinku serialu Lifetime Channel Szczęśliwa karta.
Od lutego 1997 do stycznia 1999 był związany z aktorką Salmą Hayek. Ożenił się z Kelly Atterton,  redaktorką West Coast dla magazynu Allure.

## Filmografia
- 1993: Poirot jako Robert Siddaway
- 1994: Honor Sharpe’a (TV) jako kapitan Peter D'Alembord
- 1998: Człowiek w żelaznej masce jako porucznik Andre
- 2000: Britannic (TV) jako Chaplain Reynolds
- 2001: Mgły Avalonu jako Król Artur
- 2001: Agentka o stu twarzach jako dr Daniel 'Danny' Hecht
- 2002: Firefly jako Atherton Wing
- 2003: Hans Christian Andersen (TV) jako książę Danii Christian
- 2003: Czarodziejki jako Mordaunt
- 2003: Dzieci Diuny jako Duncan Idaho
- 2005: Szczęśliwa karta jako Quentin